# انیتا میلر (ورزشکار)
انیتا میلر (انگلیسی: Anita Miller؛ زادهٔ may ۱۴, ۱۹۵۱ (۷۳ سال)) ورزشکار هاکی روی چمن اهل ایالات متحده آمریکا است.
وی در مسابقات کشوری و بین‌المللی در مجموع برندهٔ ۱ مدال برنز شده‌است.